# Unterseeboot 415
L'U-415 est un Unterseeboot type VII de la Kriegsmarine, pendant la Seconde Guerre mondiale.

## Conception
Unterseeboot type VII, l'U-415 avait un déplacement de 769 tonnes en surface et 871 tonnes en plongée. Il avait une longueur totale de 67,10 m, une largeur au maître-bau de 6,20 m, une hauteur de 9,60 m, et un tirant d'eau de 4,74 m. Le sous-marin était propulsé par deux hélices de 1,23 m, deux moteurs Diesel F46 de 6 cylindres produisant un total de 2 060 à 2 350 kW en surface et de deux moteurs électriques Siemens-Schuckert GU 343/38-8 produisant un total 550 kW, en plongée. Le sous-marin avait une vitesse en surface de 17,7 nœuds (32,8 km/h) et une vitesse de 7,6 nœuds (14,1 km/h) en plongée. Immergé, il avait un rayon d'action de 80 milles marins (150 km) à 4 nœuds (7,4 km/h; 4,6 milles par heure), en surface, son rayon d'action était de 8 500 milles nautiques (soit 15 700 km) à 10 nœuds (19 km/h). L'U-415 était équipé de cinq tubes lance-torpilles de 53,3 cm (quatre montés à l'avant et un à l'arrière) et embarquait quatorze torpilles. Il était équipé d'un canon de 8,8 cm SK C/35 (220 coups) et d'un canon anti-aérien de 20 mm Flak.

## Historique
Le sous-marin est commandé le 15 août 1940 à Dantzig (Danziger Werft), sa quille posée le 12 juillet 1941, il est lancé le 9 mai 1942 et mis en service le 5 août 1942 sous le commandement du Kapitänleutnant Kurt Neide.
Le sous-marin a participé à sept groupes de combat (meutes).
Il effectue sept patrouilles pour un total de 239 jours en mer avant d'être coulé par une mine le 14 juillet 1944.
Il quitta Bergen le 7 mars 1943. Sa première patrouille le conduit au sud du Groenland, où il endommage le navire britannique Wanstead le 21 avril (auquel l'U-413 porte le coup de grâce).
En retour vers la base de Brest, il est attaqué le 1er mai à l'ouest du golfe de Gascogne par un Handley Page Halifax de la 502e escadron de la RAF et par un Whitley de la 602e escadron, également de la RAF. Bien qu'endommagé, il atteint sa base le 5 mai après soixante jours en mer.
Sa deuxième patrouille consiste à naviguer avec l'U-159 et avec l'U-634. La petite flottille est repérée par un Whitley, le 14 juin 1943 au large de l'Espagne ; les trois sous-marins plongent avant que l'aviation ennemie ne les attaquent. Il est également attaqué par une corvette au large de la côte de la Trinité le 24 juillet, lorsqu'il ciblait un convoi. Il rentre à la base après 89 jours en mer, sans aucun succès.
Sa troisième patrouille du 27 octobre au 2 novembre est marquée par l'attaque de la part d'un Vickers Wellington équipé d'un Leigh light dans le golfe de Gascogne, le 30 octobre. L'avion lui lance quatre charges de profondeur qui causent assez de dégâts pour interrompre sa patrouille. Le Wellington est abattu au cours de l'action, les six aviateurs membres d'équipage étant tués.
Lors de sa quatrième patrouille, la veille de Noël, il endommage le destroyer HMS Hurricane de la classe H. Lequel est sabordé par l'HMS Watchman (en). Lors de son retour l'U-415 subit l'attaque d'un Handley Page Halifax du 58e escadron, le 5 janvier 1944. L'avion largue six charges de profondeur sur l'U-Boot qui plonge aussitôt. Il retrouve son port d'attache le jour suivant après 47 jours en mer.
Sa cinquième patrouille cesse brusquement en plein Atlantique avec l'attaque le 16 mars 1944 par des aéronefs et par des navires d'escorte du convoi CU-17. Gravement endommagé, il parvient à retourner à Brest le 31 mars.
Le 17 avril l'Oberleutnant zur See Herbert Werner prend le commandement de l'U-415. L'auteur de "Cinquante-huit secondes pour survivre" (ou "Iron Coffins", cercueils de fer) relate amplement son expérience avec ce sous-marin.
Le temps de réparations l'U-415 est immobilisé pendant 68 jours avant d'être affecté à une patrouille (groupe Landwirt) pour contrer la possible invasion alliée en France.
Le groupe Landwirt est mobilisé dans la nuit du 6 au 7 juin 1944, le soir du débarquement de Normandie. Les sous-marins partent de Brest en deux vagues.
Huit des U-Boote font surface pour attaquer l'aviation ennemie. Cet affrontement est décrit comme « le plus grand combat aérien / sous-marin de la guerre ». Quatre des U-Boote de Brest sont détruits lors des attaques, en vingt-quatre heures ; trois autres, trop endommagés, retournent à leurs bases. L'U-415 est attaqué à l'aube du 7 juin par un avion Wellington équipé de projecteur Leigh light ou L/L ; gravement endommagé, il parvient à Brest le lendemain. Le commandant H. Werner soutient avoir abattu deux appareils au cours de cette action. Selon d'autres sources, quatre avions de la RAF furent perdus, sans qu'il soit possible d'établir précisément quel U-Boot était à l'origine des attaques anti-aériennes.
À la suite de cette action l'le commandement des sous-marins allemands (Edr ?) ordonne à tous les sous-marins de Brest de se limiter à des patrouilles de défense à proximité de leur port d'attache. Le 11 juillet, il est affecté avec l'U-963 à une patrouille défensive à proximité de Brest pour protéger les U-Boote transitant vers le port militaire. Subissant d'incessantes attaques aériennes, ce petit groupe est dissous en deux jours.
Le 14 juillet, l'U-415 est bombardé au large de Brest par une mine lancée d'un avion britannique. Il coule à la position 48° 22′ N, 4° 29′ O, à 9 h 15 du matin. Deux membres d'équipage sont tués dans l'attaque.
L'épave, irrécupérable, est soulevée le 21 juillet : ses restes servent de pièces de rechange à d'autres U-Boote endommagés, ils sont utilisés de la sorte jusqu'en 1946.

### Rudeltaktik
L'U-415 pris part à sept Rudeltaktik (meutes de loup) durant sa carrière opérationnelle :
- Seeteufel (21-30 mars 1943)
- Meise (11-24 avril 1943)
- Coronel (4-8 décembre 1943)
- Coronel 2 (8-14 décembre 1943)
- Coronel 3 (14-17 décembre 1943)
- Borkum (18-26 décembre 1943)
- Preussen (7 mars 1944)

## Affectations
- 8. Unterseebootsflottille du 5 août 1942 au 28 février 1943 (Flottille d'entraînement).
- 1. Unterseebootsflottille du 1er mars 1943 au 14 juillet 1944 (Flottille de combat).

## Commandement
- Kapitänleutnant Kurt Neide du 5 août 1942 au 16 avril 1944
- Oberleutnant zur See Herbert Werner (en) du 17 avril 1944 au 14 juillet 1944

## Navire coulés
| Date             | Nom           | Nationalité | Tonnage | Sort                   |
| ---------------- | ------------- | ----------- | ------- | ---------------------- |
| 21 avril 1943    | Ashantian     | Royaume-Uni | 4 917   | Coulé                  |
| 21 avril 1943    | Wanstead      | Royaume-Uni | 5 486   | Endommagé              |
| 24 décembre 1943 | HMS Hurricane | Royal Navy  | 1 340   | Endommagé puis sabordé |

## Anecdotes
Le commandant Werner et certains membres d'équipage de l'U-415 furent transférés sur l'U-953.
Werner survécut à la guerre et écrivit le best-seller Iron Coffins.

### Sources
1. ↑  https://www.uboat.net/books/item/193

- Clay Blair : Hitler U-Bateau de Guerre Vol II: Le Chassé de 1942 à 1945 (1998)  (ISBN 0-304-35261-6)
- Erich Gröner, Dieter Jung et Martin Maass, U-boats and Mine Warfare Vessels, vol. 2, London, Conway Maritime Press, 1991 (ISBN 0-85177-593-4)
- Paul Kemp : U-Bateaux Détruits (1997).  (ISBN 1-85409-515-3)
- Axel Neistle : U-Boat allemand de Pertes au cours de la seconde Guerre Mondiale (1998).  (ISBN 1-85367-352-8)
- Alfred de Prix : Avion contre sous-marin dans les Deux Guerres mondiales (1973, réimpression 2004)  (ISBN 1 84415 091 7)

- (en) Cet article est partiellement ou en totalité issu de l’article de Wikipédia en anglais intitulé « German submarine U-415 » (voir la liste des auteurs).